# Đông An, Vĩnh Châu
Đông An (chữ Hán giản thể: 东安县, Hán Việt: Đông An huyện) là một huyện thuộc địa cấp thị Vĩnh Châu, tỉnh Hồ Nam, Cộng hòa Nhân dân Trung Hoa. Đông An nằm ở rìa phía tây nam của Hồ Nam. Huyện này có diện tích 2211 km2, dân số năm 2002 là 587.036 người, trong đó dân số thành thị là 69.260 người. Huyện lỵ đóng ở trấn Bạch Nha Thị. Đông An giáp các đơn vị cấp huyện sau: Thiệu Dương (bắc), Tân Ninh (tây), huyện Toàn Châu (nam), Kì Đông và Linh Lăng (đông). 